# Benoît Cauet
Benoît Cauet (* 2. Mai 1969 in Châtellerault) ist ein ehemaliger französischer Fußballspieler.

## Vereinskarriere
Cauet gab sein Debüt in der Ligue 1 für Olympique Marseille am 20. Februar 1988 gegen Matra Racing (2:0). In den folgenden Jahren spielte er bei verschiedenen Vereinen der höchsten französischen Spielklasse, bevor er 1997 den Sprung ins Ausland zu Inter Mailand wagte. Sein Debüt für die Nerazzurri gab er am 31. August 1997 in einem Ligaspiel gegen Brescia Calcio, das 2:1 gewonnen wurde. 1999 wurde er bei Inter als bester Spieler des Vereins ausgezeichnet. Es folgten Engagements beim FC Turin, Como Calcio, SC Bastia und ZSKA Sofia. Seine Karriere ließ Cauet in der zweithöchsten Schweizer Fußballliga beim FC Sion ausklingen.
Am 6. Juli 2012 wurde Cauet zum neuen Trainer der U15 von Inter Mailand ernannt.

## Titel
- UEFA Cup: 1998
- Französische Meisterschaft: 1989, 1990, 1995
- Französischer Fußballpokal: 1989
- Bulgarische Meisterschaft: 2005